# Kiki (musicien)
Pour les articles homonymes, voir Kiki.
Kiki, de son vrai nom Joakim Ijäs (né en 1975 en Finlande), est un producteur et DJ allemand de house, signé au label discographique BPitch Control.

## Biographie
Joakim Ijäs naît en 1975 à Helsinki, en Finlande. Il mixe et joue dans plusieurs clubs avec des groupes de hip-hop et de funk avant de s'installer en 1996 à Berlin, en Allemagne. Il commence alors sa carrière de DJ avec des noms de la scène internationale. Dès 1998, il commence à travailler avec DJ Phonique et Silversurfer sur ses premières productions au sein du label.
Il commence sa carrière solo en 2001 avec le single Gas 126. Il sort son premier album, Run With Me, en 2004, qui est bien accueilli par la presse spécialisée. En 2006, il sort sa compilation mixée Boogybytes Vol.01. En 2009, il sort son deuxième album Kaiku.

## Discographie

### Albums studio
- 2004 : Run With Me (BPitch Control)
- 2009 : Kaiku (BPitch Control)

### Singles et EP
- 2001 : Gas126 (single)
- 2001 : Hott ! (EP)
- 2002 :  Luvv Sikk (EP)
- 2004 : Wasp (avec Silversurfer) (EP)
- 2004 : Age of Cancer (EP)
- 2004 : The End of the World  (EP)
- 2004 : Run With Me (EP)
- 2005 : So Easy to Forget (EP)
- 2005 : Sirius (EP)
- 2006 : Trust Me (EP)
- 2007 : Dancing Graffiti (single)
- 2009 : Good Voodoo Remixes (EP)
- 2015 : Supermoon (EP)
- 2016 : Tentacles (EP) (Exploited)
- 2017 : Bittersweet
- 2018 : Neverending Now (avec Alessio Pagliaroli) (EP)

### Compilations mixés
- 2006 : Boogy Bytes Vol. 1 (mixé par Kiki)

### Apparitions
- Bpitch Control Camping Compilation : avec les morceaux Luvv Sikk et The End of the World
- Smash TV Queen of Men (EP) : Queen of Men (Kiki Remix)
- Bpitch Control Camping 2 Compilation : avec le morceau So Easy to Forget (Kiki Remix)
- Ellen Allien Your Body Is My Body (EP) : Your Body Is My Body (Kiki's Body Trip Remix)
- Ellen Allien weiss.mix : avec le morceau Luvv Sikk
- Bpitch Control Collective 1 (avec Lee Van Dowski)
- Gemeinsam : avec Atomic